# Réthi Aurél
Réthi Aurél (Kaposvár, 1884. augusztus 7. – Budapest, 1976. május 21.) orvos, fül-orr-gégész, az orvostudományok doktora (1952).

## Életpályája
Réthi (Löwenfeld) Ignác (1848–1923) kaposvári orvos és Hahn Sarolta (1858–1921) fiaként született zsidó családban. 1896 és 1902 között a Kaposvári Magyar Királyi Állami Főgimnáziumban tanult, s 1902 végén érettségi vizsgát tett. Tanulmányait a Budapesti Tudományegyetem Orvostudományi Karán folytatta, ahol 1907 októberében kitüntetéssel avatták orvosdoktorrá. Ezután a Szemészeti Klinikán gyakornokoskodott, majd a Budapesti (Zita királyné) Honvéd Helyőrségi Kórházban teljesítette egyévi önkéntes katonai szolgálatát. 1909 és 1911 között a budapesti Sebészeti Klinika műtőnövendéke volt. 1912-től a Gerber professzor által igazgatott Königsbergi Egyetem Orr- és Gégepoliklinikáján működött tanársegédként és műtőorvosként. Hazatérése után a Budapesti Tudományegyetem Orr- és Gégegyógyászati Klinikáján dolgozott Ónodi Adolf mellett. 1913 márciusában megkezdte magánrendelését a József körút 63. alatt.
Az első világháború kitörésekor mint a 19-es honvéd gyalogezred segédorvosa vonult hadba. Hamarosan a szerb harctérre került, ahol főorvossá lépett elő. A háború alatt a Zsófia Hadikórház orvosaként nemcsak sebészeti, hanem gégészeti és plasztikai működést is kifejtett. 
1919 áprilisában kinevezték a budapesti Zita (Balassa) Közkórház gégész főorvosává. Az 1920-as évektől az Újságírók Szanatórium Egyesületének orr-gégeorvosa, illetve a Szent Margit Kórház rendelő főorvosa volt. 1930 márciusában a közegészségügyi szolgálat terén kifejtett munkássága elismeréséül megkapta a magyar királyi egészségügyi főtanácsosi címet. 1937 májusában a Szent István Kórház Orr- és Gégeosztályára helyezték át, 1941-től a Maglódi úti Horthy Miklós Kórház rendelőorvosa lett.
A második világháború után a budapesti Pázmány Péter Tudományegyetemen a Felső légutak sebészete című tárgykörből magántanári képesítést szerzett. 1946 és 1949 között a Magyar Fül-orr-gégeorvosok Egyesületének elnöke volt. 1947-ben a tudományos irodalom művelése és az egyetemi oktatás terén kifejtett működése elismeréséül megkapta az egyetemi rendkívüli tanári címet. A Szent Rókus Kórház Orr-Gégegyógyászati Osztályának főorvosaként, majd a Pest Megyei Tanács (Semmelweis) Kórházának Orr-gége Osztályán működött nyugdíjba vonulásáig.
Jelentősek anatómiai, szövettani, beidegzés-élettani kutatásai, valamint a gégefunkciók vizsgálatai. Mintegy 200 közleménye jelent meg.
Felesége Fleissig Ella (1898–1978) volt, Fleissig Sándor bankigazgató, országgyűlési képviselő és Drucker Malvin lánya, akivel 1924. február 20-án Budapesten, a Terézvárosban kötött házasságot.
Az Új köztemetőben nyugszik.

## Főbb művei
- A tonsillektomiáról. (Orvosi Hetilap, 1912, 45.)
- A gégepolypusok eltávolításának technikájához. (Orvosi Hetilap, 1912, 47.)
- Az oesophagusstenosisról. (Orvosi Hetilap, 1912, 49.)
- Az arczideg neuralgiájának új kezelésmódjáról. (Orvosi Hetilap, 1912, 52.)
- A gyökeres füloperatio plastikájának technikájához. (Orvosi Hetilap, 1913, 12.)
- A nyálkövek pathologiája és diagnosisa. (Orvosi Hetilap, 1913, 27.)
- A gége és légcső Röntgen-fényképezésének újabb módjáról. (Orvosi Hetilap, 1913, 47.)
- A bronchialis idegen testekről. (Orvosi Hetilap, 1914, 14.)
- A mélyben történő varratok technikájához. (Orvosi Hetilap, 1914, 21.)
- A hypopharynx vizsgálatáról. (Hypopharyn-goskopia). (Orvosi Hetilap, 1916, 45.)
- A szőrtelenítés egyszerű módja a homloklebenyes orrplastikánál. (Orvosi Hetilap, 1916, 49.)
- A sagittalis Röntgen-gégefelvétel technikájához. (Orvosi Hetilap, 1916, 51.)
- A gége egy indirect vizsgáló módszere. (Distractio laryngis). (Orvosi Hetilap, 1917, 1.)
- Nagy retropharyngealis lipoma műtéttel gyógyított esete. (Orvosi Hetilap, 1917, 7.)
- A lágyszájpad és a hátulsó garatfal összenövéseinek oldása. (Orvosi Hetilap, 1917, 19.)
- A nyelési fájdalom kezelése gégetuberculosisban. (Orvosi Hetilap, 1917, 27.)
- Az ozaena műtéti kezelése. (Orvosi Hetilap, 1947, 20.)
- A rhinogen eredetű trigeminus-neuritis és kezelése. (Orvosi Hetilap, 1947, 46.)
- A nyelés. (Orvosi Hetilap, 1948, 38.)
- A garat harántmegnyitásának új módja. (Orvosi Hetilap, 1949, 1.)
- A nyúlajk-profil műtéte. (Orvosi Hetilap, 1950, 11.)
- A kétoldali paramedián hangszalagfixatioúj műtéti megoldása. (Fül- orr- gégegyógyászat, 1955, 1.)
- Az aspirációs pneumonia megelőzése bulbaris paralysisnél. (Orvosi Hetilap, 1955, 30.)
- Sürgős beavatkozások laryngotrachealis dyspnoeknál. (Orvosi Hetilap, 1951, 11.)
- Pharyngocervicalis angiomatosis. (Orvosi Hetilap, 1955, 52.)
- Gyors műtéti mód a fulladás veszélyének elhárítására. (Orvosi Hetilap, 1957, 10–11.)
- A nyaki sympathicus határköteg blokádja. (Orvosi Hetilap, 1958, 19.)
- Chirurgie der Verengerungen der oberen Luftwege (Stuttgart, 1959)
- A gyermekkori gégestoma aspiratio. (Fül- orr- gégegyógyászat, 1962, 1.)
- Az álhangszalaghang, a dysphonia spastica és a dadogás gyógyítása inspiro-exspiratorikus hangadással. (Orvosi Hetilap, 1966, 23.)
- Öregkor és a súlyos septum deviatio. (Orvosi Hetilap, 1968, 31.)

## Tagságai
- Società Italiana di Otorinolaringologia
- Société Française de Phoniatrie et de Laryngologie
- American Society of Plastic Surgeons
- Oto-Rhino-Laryngologische Gesellschaft
- görög Oto-Neurológiai Társaság
- amerikai Bronchológiai Társaság
- International College of Surgeons
- Association française pour Vétude de la phonation et du langage elnökségi tagja
- Collegium Oto-Rhino-Laryngologicum Amicitiae Sacrum
- Deutsche Gesellschaft für Hals-Nasen-Ohren-Heilkunde, Kopf- und Hals-Chirurgie tiszteletbeli tagja
- Cseh Purkinje Orvostudományi Társaság (1962)
- osztrák Fonetikai és Logopédiai Társaság tiszteletbeli tagja (1963)
- Collegium International de Phonologie Expérimentale alapító tagja

## Díjai, elismerései
- Kiváló orvos (1956)

## Emlékezete
- Születésének 115. évfordulóján szülővárosában ünnepi tudományos ülést tartottak. A városháza dísztermében emléktáblát helyeztek el, s a Seffer-Renner Magánklinikán műtőt neveztek el róla.[12]
- Réthi Aurél-emlékérem